# Барьеры входа
В экономике и большинстве теорий, посвящённых конкуренции, барьеры входа — это препятствия, которые должна преодолеть компания, осуществляя вход на определённый рынок. Барьеры входа являются источником ценовой власти компании — возможности компании поднимать цену, не теряя при этом потребителей.
Термин барьеры входа также применяется к физическим лицам, которые намерены начать определённую профессиональную или предпринимательскую деятельность. Барьеры входа препятствуют конкуренции в отрасли.

## Определения
Джордж Стиглер определяет барьер входа как «стоимость производства, которую должна заплатить фирма, стремящаяся войти на рынок, но не должны платить фирмы, уже находящиеся на нём».
Франклин Фишер определяет барьер входа так: «это нечто, что предотвращает вход, когда вход является социально прибыльным».
Джо Бэйн определяет барьером входа всё, что позволяет уже работающим компаниям получать прибыль выше среднего без опасности входа.

## Барьеры входа для компаний на рынок
Барьеры входа для компаний на рынок включают:
- Реклама — Фирмы, уже находящиеся на рынке, могут сделать тяжёлым появление новых конкурентов за счёт высоких затрат на рекламу, которые новые компании вряд ли смогут оплатить. Эта теория известна как «теория рекламы рыночной мощи».[4] Уже работающие компании за счёт рекламы создают восприятие потребителями отличий своего бренда от других до такой степени, что потребители считают его немного отличающимся товаром.[4] Из-за этого продукты имеющихся компаний не могут быть равнозначно заменены продуктами компании с новым брендом.[4] Это делает очень сложным для новых компаний привлечение покупателей.
- Управление ресурсами — Если компания контролирует необходимый ресурс для конкретной индустрии, то другие компании не могут выйти на этот рынок.
- Преимущества, не зависящие от масштаба компании — Владение технологией, ноу-хау, преимущественный доступ к материалам, преимущественное географическое положение, кривая обучения.
- Лояльность покупателей — Крупные компании на рынке могут иметь лояльных покупателей выпускаемого продукта. Наличие имеющихся сильных брендов может стать серьёзным барьером входа.
- Договоренности с партнерами — Эксклюзивные договорённости с главными поставщиками или ретейлерами могут создать проблемы для входящих на рынок.
- Эффект масштаба — Более крупные компании могут производить товары с меньшей себестоимостью, чем маленькие компании. Преимущества в стоимости могут быть иногда быстро преодолены за счёт технологий.
- Государственное регулирование экономики — Может затруднить вход на рынок или сделать невозможным. В крайнем случае государство может сделать конкуренцию незаконной и установить государственную монополию. Требования лицензий и разрешений также могут повысить объём необходимых инвестиций для входа на рынок.
- Неэластичный спрос — Один из способов выхода на рынок — заниженная стоимость товаров относительно имеющихся на рынке. Однако эта стратегия неэффективна, если покупатели не чувствительны к стоимости товаров.
- Интеллектуальная собственность — Вход на рынок требует доступа к такой же технологии производства или ноу-хау, что и у монополиста. Патенты дают компаниям легальное право запретить другим компаниям производство продукта на определенный период и таким образом ограничить выход на рынок. Патенты нацелены на развитие изобретений и НТП за счёт стимулирования финансовой доходности этой деятельности. Точно так же товарный знак может стать барьером входа для конкретного продукта, когда на рынке доминирует одно или несколько известных имён.
- Инвестиции — особенно заметно в сферах с эффектом масштаба и/или естественных монополиях.
- Сетевой эффект — Когда товар или услуга имеет стоимость, зависящую от количества клиентов, у конкурентов возникают проблемы, поскольку уже работающая компания имеет большую базу клиентов.
- Хищническое ценообразование — доминирующая компания продаёт товары себе в убыток, чтобы осложнить положение новым компаниям, не способным выдержать такое соревнование с более крупной фирмой, имеющей запас собственных средств и более легкий доступ к кредитам. В большинстве стран запрещена законом, однако эти действия тяжело доказать.
- Ограничительная торговая практика, как например авиатранспортные договорённости, не дающие возможности новым авиалиниям получить места для посадки в некоторых аэропортах.
- Предпочтительный доступ к сырьевым ресурсам — позволяет получить большую маржу, чем у новых игроков рынка, а также создавать конкурентам сложности, срывая график поставок.
- Предпочтительное географическое положение — расположение производственных мощностей ближе к сырьевым ресурсам или рынкам сбыта; более выгодное государственное регулирование и налогообложение даёт преимущество в марже, по сравнению с конкурентами.
- НИОКР — Некоторые товары, как например микропроцессоры, требуют больших инвестиций в технологии, которые останавливают потенциальных конкурентов.
- Невозвратные затраты — Невозвратные затраты не могут быть получены при уходе с рынка. Из-за этого они повышают риск входа на рынок.
- Вертикальная интеграция — Покрытие компанией нескольких уровней производства позволяет полностью доводить продукт до требуемых кондиций на каждом уровне, что осложняет производство товаров такого же качества для новых участников рынка.

## Барьеры входа для физических лиц на рынок труда
Примеры барьеров входа для физических лиц на рынок труда включают образование, лицензирование или квоту на число работающих конкретной профессии.
С одной стороны, эти барьеры должны гарантировать, что выходящие на этот рынок люди имеют необходимую квалификацию, с другой стороны, это снижает конкуренцию на рынке. Также из-за этого появляется эффект дополнительной стоимости профессионалов некоторых областей.

## Барьеры входа и структура отрасли
1. Совершенная конкуренция: барьеры входа полностью отсутствуют.
2. Монополистическая конкуренция: низкие барьеры входа.
3. Олигополия: высокие барьеры входа.
4. Монополия: барьеры входа от очень высоких до абсолютных.